# Ėbeko
L'Ėbeko (in russo Эбеко?) è un vulcano somma attivo situato sull'isola di Paramušir (Isole Curili), in Russia. Appartiene al distretto Severo-Kuril'skij dell'oblast' di Sachalin.
Il vulcano, alto 1156 m (1103 m secondo altre fonti), ha un'insolita struttura sommitale costituita da tre crateri; dista 6 km dalla città di Severo-Kuril'sk. È uno dei vulcani più attivi della Grande catena delle Curili. Sono state registrate 11 eruzioni tra il 1793 e il 1991, di cui la maggior parte di bassa entità (VEI 1), con l'eccezione di quella del 1859 (VEI 3). L'ultima eruzione è dell'agosto 2024
Il vulcano fu descritto per la prima volta nel 1878 dall'esploratore britannico John Milne.